# Pascal Arnaud
Pour les articles homonymes, voir Arnaud.
Pascal Arnaud, né en 1958, est un historien français spécialiste de l'antiquité romaine.

## Biographie
Ancien élève de l’École normale supérieure, agrégé de lettres classiques, ancien membre de l’École française de Rome, Pascal Arnaud a soutenu sa thèse d’État à l’université de Paris IV, sous la direction de Pierre Grimal, sur la cartographie à Rome. 
Professeur d’histoire romaine à l’université de Nice puis à l’université Lyon II, membre junior (1996-2001) puis senior (2008-2013) de l’Institut universitaire de France, il est un spécialiste de la géographie ancienne et de la navigation.

## Publications
- Les routes de la navigation antique : itinéraires en Méditerranée, Errance, 2005.